# Alfred Kordelins gravkapell

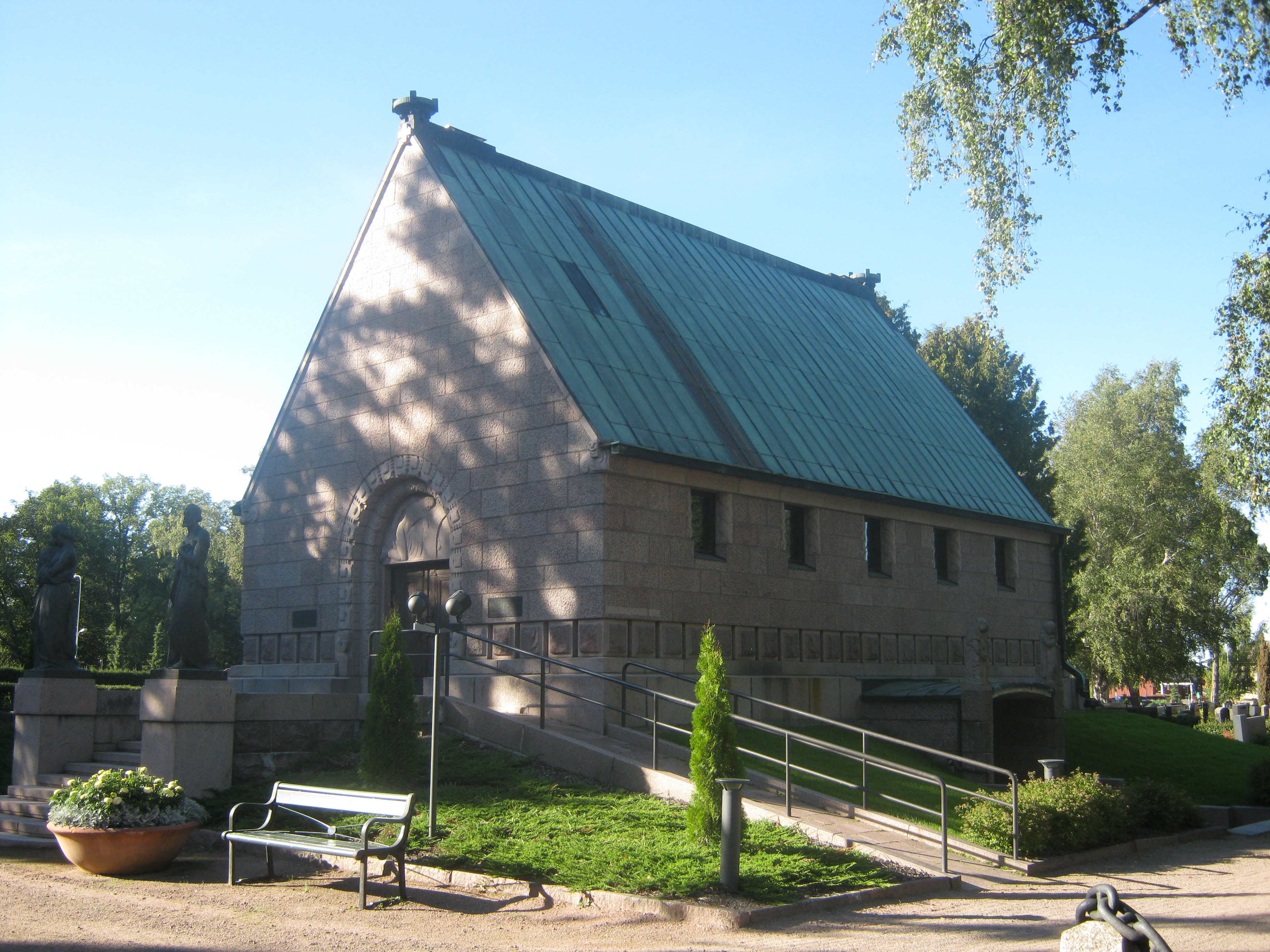
Alfred Kordelins gravkapell.

Alfred Kordelins gravkapell är ett gravkapell i den finländska staden Raumo i landskapet Satakunda. Gravkapellet är en av stadens viktigaste sevärdheter. I kapellet är det raumofödda jordbruksrådet Alfred Kordelin (1868–1917) begravd. Kordelin var en framgångsrik affärsman och verksam speciellt i Raumo, Tammerfors och Tavastehus. 
Gravkapellet byggdes år 1921 efter ritningar av arkitekt Lars Sonck. Det ligger på Raumo gamla kyrkogård och rymmer cirka 65 personer. Kapellets glasmålningar är planerade av Bruno Tuukkanen och gjorda i München i Tyskland. Stuckaturerna är gjorda av Carl Slotte.
Utanför kapellet står skulpturer av skulptör Emil Wikström.